# Plintgrund

Bilden visar en skiss på en plintgrund

En plintgrund är en typ av grundläggning för hus som bygger på att husets balkar stöds av betongplintar. Dessa plintar går att köpa, eller gjuta på plats. Plintarna placeras under de bärande bjälkarna på huset och bär därför upp hela husets vikt. En plintgrund kan vara antingen öppen eller stängd. En öppen grund har luften möjlighet att ta sig in och ut från under byggnaden fritt, medan en stängd grund har någon form av barriär som döljer plintarna, vilket i sin tur leder till att luften inte kan passera fritt. Denna barriär är ofta ett sockelelement eller traditionellt uppmurad.

## Användning
En plintgrund lämpar sig att konstruera när marken under byggnaden är på berg. Det är även en bra grund om tomten är väldigt ojämn eller lutar. Om man inte bygger på berg kan markarbetet bli onödigt stort, vilket gör det mer värt att lägga en betongplatta. Därför rekommenderas det ibland att man istället bygger en krypgrund eller hybridgrund i vissa av dessa fall.

## Konstruktion
Vid bygge av en plintgrund placeras betongplintar under husets bärande balkar. Plintarna går att köpa men det är även möjligt att gjuta dem på plats. Dessa plintar håller uppe hela husets vikt. Därför är det viktigt att områden som utsätts för extra tryck även har fler plintar som håller upp vikten. Om man ej bygger huset direkt på berg krävs det att man gräver ner till frostfritt djup, och sedan fyller på med makadam eller annat dränerande material. Plintarna måste antingen stå på berg, pålar, eller utbredda grundplattor. 

### Isolering
När det gäller isolering så finns det i princip endast ett alternativ för denna typ av grund, vilket är att lägga isoleringen i bjälklaget. Avståndet mellan bjälkarna och marken, och tjockleken på isoleringen leder till att byggnaden väldigt lätt kommer upp minst 50 cm ovanför marknivån. Detta går att jämföra med en betongplatta och dess 10 cm sockel